# Alexander Coosemans

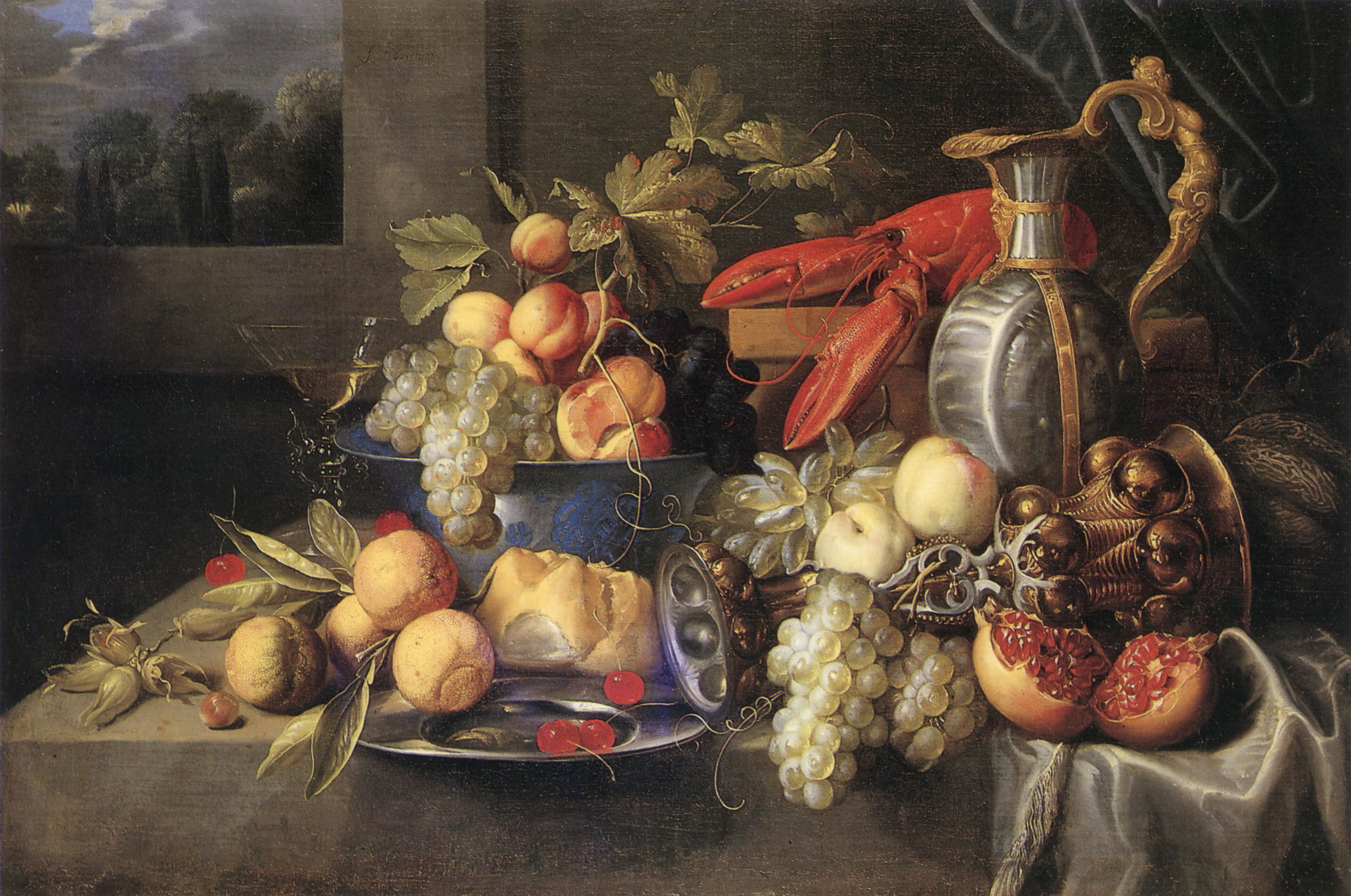
Martwa natura z owocami, homarem i chlebem, ok. 1660.

Alexander Coosemans (ur. 1627 w Antwerpii, zm. 28 sierpnia 1689 tamże) – flamandzki malarz barokowy.
Artysta przez większą część życia związany z Antwerpią, uczeń Jana Davidszoona de Heema. W 1645 został mistrzem gildii św. Łukasza, pomiędzy 1649 i 1651 przebywał w Rzymie.
Alexander Coosemans malował przede wszystkim martwe natury, jego prace odznaczają się dekoracyjnością i bogactwem szczegółów. Przedstawiał girlandy kwiatów i owoców na bogato zastawionych stołach, żywność i naczynia stołowe, rzadziej instrumenty muzyczne. Często w ciemniejszym tle widoczne są fragmenty pejzażu, natomiast pierwszoplanowe elementy kompozycji są silnie oświetlone i modelowane światłocieniem. Jego prace, zwykle uważane za alegorie sukcesu, bogactwa i przepychu zawierają też głębsze odniesienia. Więdnące owoce, przedstawione obok dojrzałych, przypominają o przemijaniu i nieuchronności śmierci, natomiast często obecne winogrona nawiązują do symboliki chrześcijańskiej.

## Wybrane prace
- Owoce i wyroby złotnicze, Antwerpia,
- Owoce i jarzyny, Prado,
- Krab i owoce, Niort,
- Martwa natura z owocami, homarem i chlebem, Reiss-Engelhorn-Museen,
- Martwa natura z owocami i skrzypcami, Schleißheim,
- Martwa natura z kielichem i kubkiem, Muzeum Narodowe w Lublinie.